# Karl von Barton gen. von Stedman
Karl Johann Wilhelm Stedman, seit 1862 von Barton gen. von Stedman (* 7. September 1845 in Besselich; † 28. November 1901 in Bonn) war ein preußischer Generalmajor.

## Leben

### Herkunft
Karl war der gleichnamige Sohn des Politikers Karl von Stedman (1804–1882) und dessen Ehefrau Agnes, geborene Roth (1808–1883). Sein Vater entstammte altem schottischen Adel und hatte am 24. März 1858 die preußische Adelsanerkennung erhalten. Ferner wurde der Familie am 22. September 1862 die preußische Genehmigung zur Namens- und Wappenvereinigung als „von Barton gen. von Stedman“ erteilt. Er hatte noch zehn Geschwister, darunter der Landrat Franz von Barton gen. von Stedman (1848–1938).

### Militärkarriere
Stedman besuchte das Gymnasium und erhielt Privatunterricht in Koblenz. Am 9. Januar 1862 trat er in das 4. Garde-Grenadier-Regiment Königin der Preußischen Armee ein, in dem bereits sein älterer Bruder Robert (1844–1884) diente. Bis Mitte September 1863 avancierte er zum Portepeefähnrich und nahm im Jahr darauf im Krieg gegen Dänemark an der Einschließung von Fredericia, den Vorpostengefechten vor den Danewerken sowie dem Gefecht bei Gudsoe teil. Für die Erstürmung der Düppeler Schanzen zeichnete ihn König Wilhelm I. mit dem Militärehrenzeichen II. Klasse aus und der österreichische Kaiser Franz Joseph I. verlieh ihm die Silberne Tapferkeitsmedaille I. Klasse.
Am 22. Mai 1864 wurde Stedman Sekondeleutnant und beteiligte sich 1866 während des Krieges gegen Österreich an den Schlachten bei Soor und Königgrätz. Zu Ausbildungszwecken war er im Herbst 1867 zum Westfälischen Pionier-Bataillon Nr. 7 und im Sommer des Folgejahres zum Rheinischen Pionier-Bataillon Nr. 8 kommandiert. Ab Mitte September 1869 diente Stedman als Adjutant des I. Bataillons und mit der Mobilmachung anlässlich des Deutsch-Französischen Kriegs stieg er im Juli 1870 zum Regimentsadjutanten auf. In dieser Stellung wirkte er in den Kämpfen bei St. Privat, Beaumont sowie Sedan. Während der Belagerung von Belagerung von Paris erfolgte Ende Oktober 1870 seine Beförderung zum Premierleutnant. Als solcher nahm er an der Schlacht von Le Bourget teil und erhielt das Eiserne Kreuz II. Klasse.
Nach dem Friedensschluss war Stedman vom 22. Dezember 1874 bis zum 13. April 1876 als Adjutant der 3. Garde-Infanterie-Brigade kommandiert und rückte zwischenzeitlich zum überzähligen Hauptmann auf. Am 18. Mai 1876 wurde er Chef der 5. Kompanie. Unter Beförderung zum überzähligen Major erfolgte am 22. März 1887 seine Versetzung in das Kaiser Franz Garde-Grenadier-Regiment Nr. 2. Dort diente er vom 18. August 1888 bis zum 16. Mai 1892 als Kommandeur des I. Bataillons, erhielt die Erlaubnis zur Annahme des Komturkreuzes des Franz-Joseph-Ordens und wurde anschließend unter Beauftragung mit den Funktionen als etatmäßiger Stabsoffizier nach Weimar in das 6. Thüringische Infanterie-Regiment Nr. 95 versetzt. Mitte Juni 1892 avancierte er zum Oberstleutnant und etatmäßigen Stabsoffizier. In dieser Eigenschaft erhielt Stedman im November 1893 die Erlaubnis zur Annahme der Komturkreuzes des Herzoglich Sachsen-Ernestinischen Hausordens und im Mai des Folgejahres des Hausordens der Wachsamkeit oder vom weißen Falken. Mit der Beförderung zum Oberst schloss sich am 13. Mai 1895 eine Verwendung als Kommandeur des 1. Hanseatischen Infanterie-Regiments Nr. 75 in Bremen an.
Zunächst ohne Patent erfolgte am 20. Juli 1898 seine Beförderung zum Generalmajor und die Ernennung zum Kommandeur der in Kassel stationierten 43. Infanterie-Brigade. Das Patent zu seinem Dienstgrad erhielt Stedman am 18. August 1898. Am 5. August 1899 wurde ihm mit Pension der Abschied bewilligt und Wilhelm II. verlieh ihm den Roten Adlerorden II. Klasse mit Eichenlaub.

### Familie
Stedman hatte sich am 29. Mai 1880 in Immenburg mit Ilse Löbbecke (1858–1902) verheiratet. Aus der Ehe gingen zwei Töchter und ein Sohn hervor.